# Puerto Colombia
Puerto Colombia es un municipio de Colombia ubicado al noreste del departamento del Atlántico. Al norte y al occidente limita con las costas del mar Caribe, al oriente con Barranquilla. Entre fines del siglo XIX y la primera mitad del XX funcionó como terminal marítimo de Barranquilla, con la cual se conectaba vía férrea. Su muelle fue diseñado por el ingeniero cubano Francisco Javier Cisneros e inaugurado en 1893.
Puerto Colombia fue fundado el 31 de diciembre de 1888 por Francisco Javier Cisneros, que con el inicio de las obras de construcción del muelle, dio paso al terminal marítimo más importante de Colombia en las primeras cuatro décadas del siglo XX. 

## Historia

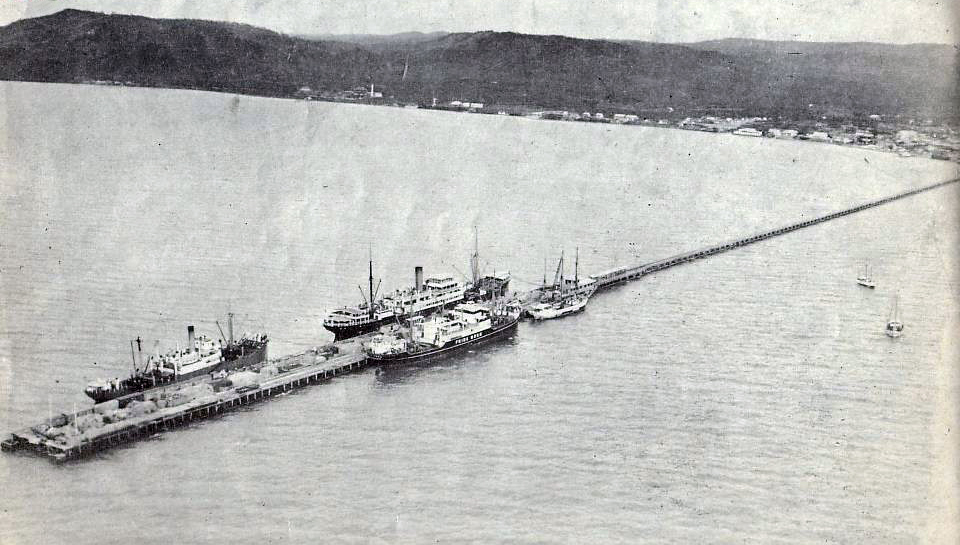
Muelle de Puerto Colombia, años 1920.

El territorio ocupado actualmente por el municipio de Puerto Colombia formó parte jurídicamente del municipio de Tubará, territorio ocupado tradicionalmente por la etnia Mocaná. Su origen data de 1850 cuando un número significativo de familias originarias de Tubará y San Antonio de Salgar levantaron sus viviendas al pie de un cerro llamado Cupino, del cual derivó su nombre, atraídos por la abundancia de pesca y la tranquilidad del medio.
El 31 de diciembre de 1870 se inauguró el ferrocarril de Barranquilla a Salgar. A causa de la poca profundidad de la bahía, se decidió, a instancias de Francisco Javier Cisneros, quien había adquirido el ferrocarril, la prolongación de la línea férrea hasta Cupino, obra que se inauguró el 31 de diciembre de 1888.
Posteriormente el caserío tomó el nombre de Puerto Colombia en 1893, cuando se concluyeron las obras de construcción del muelle a cargo de Francisco Javier Cisneros. Se dio paso al terminal marítimo más importante de Colombia en las primeras cuatro décadas del siglo XX y a un municipio de permanente desarrollo, sirviendo de puerto a Barranquilla. Este muelle fue en su momento el segundo más largo del mundo, con 4.000 pies de longitud, así como el tercero de mayor calado.
El nombre se dio el día de la inauguración del muelle, 15 de agosto de 1893. Cisneros había propuesto al Presidente de la República de ese momento, Rafael Núñez, llamar a la localidad Puerto Núñez; el presidente no aceptó y respondió que debía llamársele Puerto Cisneros, a lo que el empresario contestó denominándolo Puerto Colombia. Conserva el estatus de corregimiento hasta el 24 de junio de 1905, cuando es elevado a la categoría de Distrito por Decreto 19, emitido por el gobernador del departamento del Atlántico, general Diego A. De Castro y aprobado por Decreto 488 del 26 de abril de 1906, firmado por el presidente Rafael Reyes y su Ministro de Gobierno, Gerardo Pulecio. Esta información consta en el Diario Oficial 12.641 del jueves 10 de mayo de 1906.
El municipio entró en completa decadencia hasta nuestros días cuando en 1936 se construyeron las Bocas de Ceniza que permitieron que Barranquilla construyera un terminal marítimo en su casco urbano. En 1943, el gobierno colombiano prohibió la actividad portuaria a través del muelle de Puerto Colombia, inaugurado apenas 50 años atrás, condenando así a la ruina y al olvido a la floreciente población. El 7 de marzo de 2009, el muelle colapsó derrumbándose sus últimos 200 metros, por lo que la estructura fue cerrada.

## División político-administrativa
Aparte de su cabecera municipal, se encuentra dividido en los corregimientos:
- Sabanilla Montecarmelo
- Salgar.

## Geografía
Puerto Colombia forma parte del Área Metropolitana de Barranquilla, está ubicada en las coordenadas geográficas 10°59′2″ de latitud Norte y a 74º 57' 2" de longitud Oeste, con una altitud promedio de 15 m s. n. m., a una distancia de 15 kilómetros de Barranquilla, capital del departamento. Su extensión aproximada es de 93 km² y con temperatura media de 27,8 °C. La población total del municipio es de 48.637 habitantes.
Puerto Colombia es de terreno plano y ondulado de clima cálido; dispone de varias ciénagas, entre ellas Los Manatíes, Aguadulce, el Rincón, el Salado y Balboa. Las corrientes de agua son limitadas, existen varios afluentes pluviales, entre los que se destaca el arroyo Grande, los cuales desembocan en Balboa y el mar Caribe. El municipio está rodeado de los cerros Cupino, Pan de Azúcar y Nisperal.

## Economía
La actividad económica más importante del municipio es el turismo. Otra actividad importante es la pesca. La agricultura y la ganadería son de subsistencia. Se considera que la población económicamente activa de Puerto Colombia va desde los 10 años hasta más de 65 años y se calcula en 19.711 personas, según censo DANE 1993; de las cuales 7.936 han trabajado y representan el 40.26% de esta población. Se encuentran ocupados 7.431 que es el 93.63% y desocupados 505 que es el 6.37% de la población. El 56.79% de la población económicamente activa se desempeñan como obreros o empleados, el 5,62% son empleadores, el 22.4% trabajan independientemente, el 4,12 % son empleados domésticos, el 0.70% trabajan en familia y el 10.35% no tienen información, con relación a la población económicamente activa, el comportamiento en cabecera y resto no varía significativamente con relación al total. Según ramas de actividad la población económica activa se divide en: el 15.37% está dedicada al comercio, el 9.68% a la construcción, el 8.38% a la industria manufacturera, el 6.37% al transporte y 5.99% a la actividad inmobiliaria, el resto de la población se distribuye sin mayor incidencia en las demás ramas de la economía.

## Atractivos turísticos

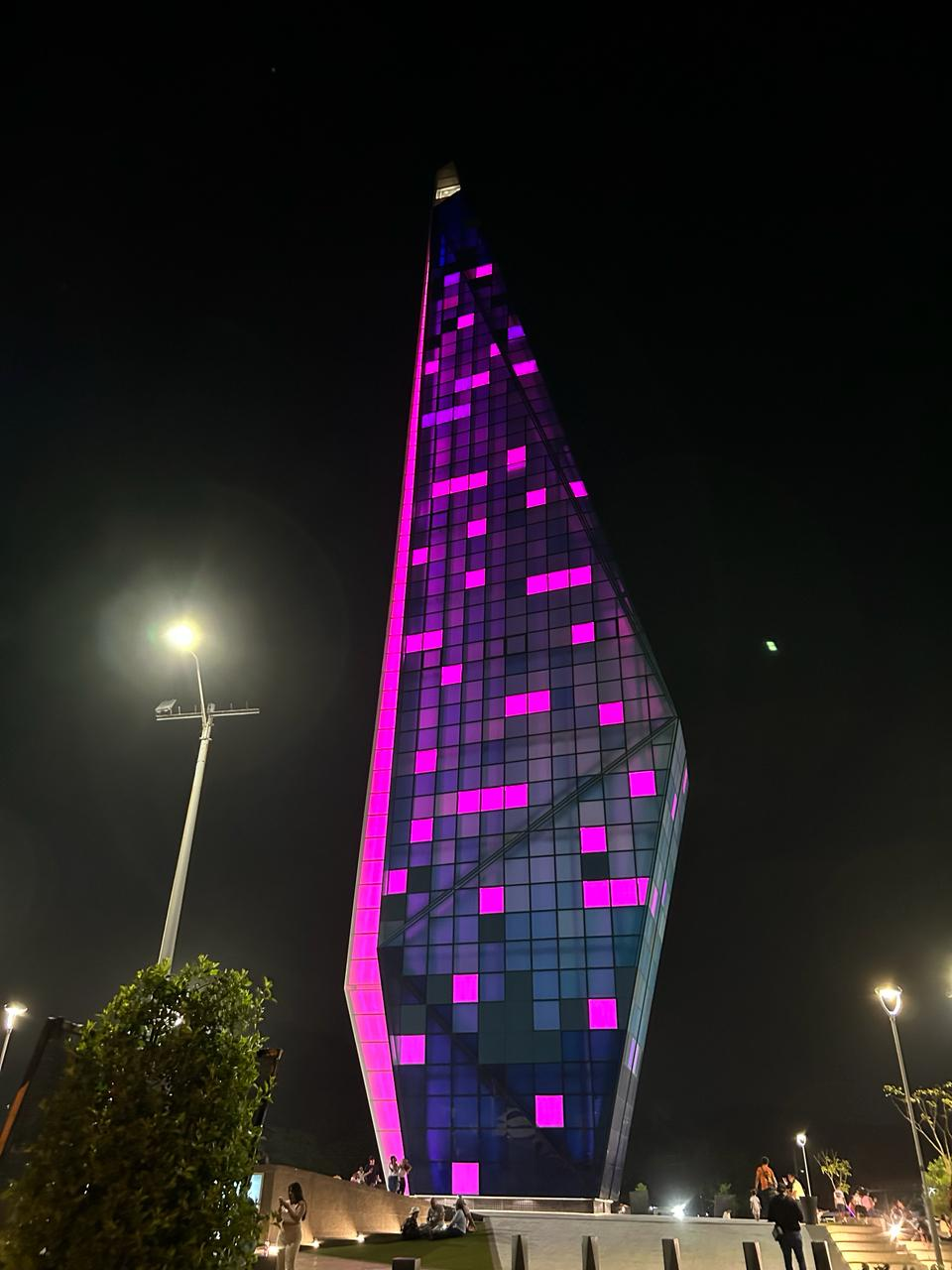
Faro de Puerto Colombia.

Como sitios de interés, tiene playas sobre el mar Caribe y los balnearios que a lo largo de ellas se desarrollan en los corregimientos de Sabanilla y Salgar, y en los barrios Pradomar, Miramar y en los alrededores del muelle. Además, posee monumentos históricos como el Castillo de Salgar, el paso del Libertador en la vía que de Salgar conduce a Sabanilla; el muelle, en la carrera 4 con la calle 1E, la estación del antiguo ferrocarril, ubicada en la plaza Principal, la Casa del Primer Correo Aéreo en el Atlántico, ubicada en la calle 2 con carrera 12 esquina, casa de Samuel Álvarez. Se puede apreciar también el malecón de Puerto Colombia, la arquitectura del edificio de la antigua alcaldía en la calle 2 con la carrera 5 esquina, el Santuario Mariano Nuestra Señora del Carmen en la calle 3 con carrera 7 esquina y el Hotel Pradomar en la Vuelta Nisperal en la vía que de Puerto Colombia conduce al corregimiento de Salgar y a Barranquilla. Desde el cerro de Cupino se practica el parapente. También tiene como atractivo la plaza Principal o de los Inmigrantes, que exhibe construcciones como la nueva Alcaldía y el nuevo Banco Agrario. En diciembre de 2023 se inauguró el faro "Ventana de sueños", que rinde homenaje a los inmigrantes que ingresaron al país por Puerto Colombia.
En enero se realiza el Sirenato Nacional de la Cumbia.

## Símbolos
El himno del municipio fue resultado de un concurso abierto que realizó la Institución Cultural Casa de la Cultura Puerto Colombia (fundada el 17 de septiembre de 1983). El concurso dio como ganadores a Dimas Pantoja y a Iván Wharff (música) y a Rafael Peñate (letra).
El escudo y la bandera del municipio fueron diseñados y escogidos a través de concurso realizado por la misma entidad cultural, su autor fue Marceliano Solano y fueron adoptados por el municipio a través del acuerdo municipal 032 del 9 de junio de 2001.

## Religión
Puerto Colombia cuenta con una gran cantidad de denominaciones religiosas. Su principal referente religioso es el Santuario Mariano Nuestra Señora del Carmen. La festividad católica más representativa del municipio son las fiestas patronales de Nuestra Señora del Carmen que se celebra el 16 de julio 16, atrayendo gran afluencia de visitantes y peregrinos de todas partes del Atlántico y de otras regiones del país con el fin de celebrar la procesión por las principales calles del municipio.
Entre las otras denominaciones religiosas están los Testigos de Jehová, Adventistas del Séptimo Día, La Iglesia de Jesucristo de los Santos de los Últimos Días, pentecostales, trinitarios, judíos, musulmanes, entre otros.

## Ecología

### Flora
Con base en la combinación de factores climáticos, geológicos y edáficos con temperaturas mayores de 28 °C y escasas lluvias y con predominio de suelos salinos se dan las condiciones para que en estas tierras se desarrolle una vegetación característica de un bosque tropical muy seco, según la clasificación de zonas de vida de Holdridge, el cual presenta una fisonomía que dominan los arbustos delgados espinosos con hojas muy pequeñas y un estrato denso de hierbas combinados con cactus en gran proporción. En las áreas donde existe una menor cantidad de agua se observa una vegetación de tipo desértico dominado principalmente por herbazales bajos y cactus. En pequeñas áreas que circundan las ciénagas principalmente en la ciénaga de Balboa se presentan las condiciones ambientales para el desarrollo del manglar, también se presentan pequeños parches arbustivos mezclados con suelos desnudos propensos a la inundación. En Puerto Colombia predominan el roble, el trupillo, el matarratón, la ceiba, entre otros.

### Fauna
La fauna esta íntimamente ligada al ofrecimiento de hábitat de un ecosistema el cual depende del tipo de cobertura vegetal y la calidad de agua exceptuando las ciénagas, los ecosistemas terrestres que se presentan en el Municipio, en condiciones naturales no pueden ofrecer ni sostener una calidad de hábitat el cual albergue gran diversidad y número de especies de alta importancia científica o para la conservación de los grupos faunísticos sumado a estas condiciones ambientales naturales, las construcciones para vivienda, industria y recreación e infraestructura como vías, caminos y algunas pequeñas áreas dedicadas a la ganadería y agricultura, han terminado por diezmarse, transformar o acabar la oferta y la calidad de hábitat para la fauna silvestre que antes habitaba la región, sobreviviendo posiblemente en pequeños grupos especies de tipo generalitas.

## Servicios públicos
- Energía Eléctrica: Air-e, del grupo EPM, es la empresa prestadora del servicio de energía eléctrica.
- Gas Natural: Gases del Caribe es la empresa distribuidora y comercializadora de gas natural en el municipio.
- Agua y Alcantarillado: Triple A es la empresa prestadora del servicio de agua y alcantarillado.

## Galería

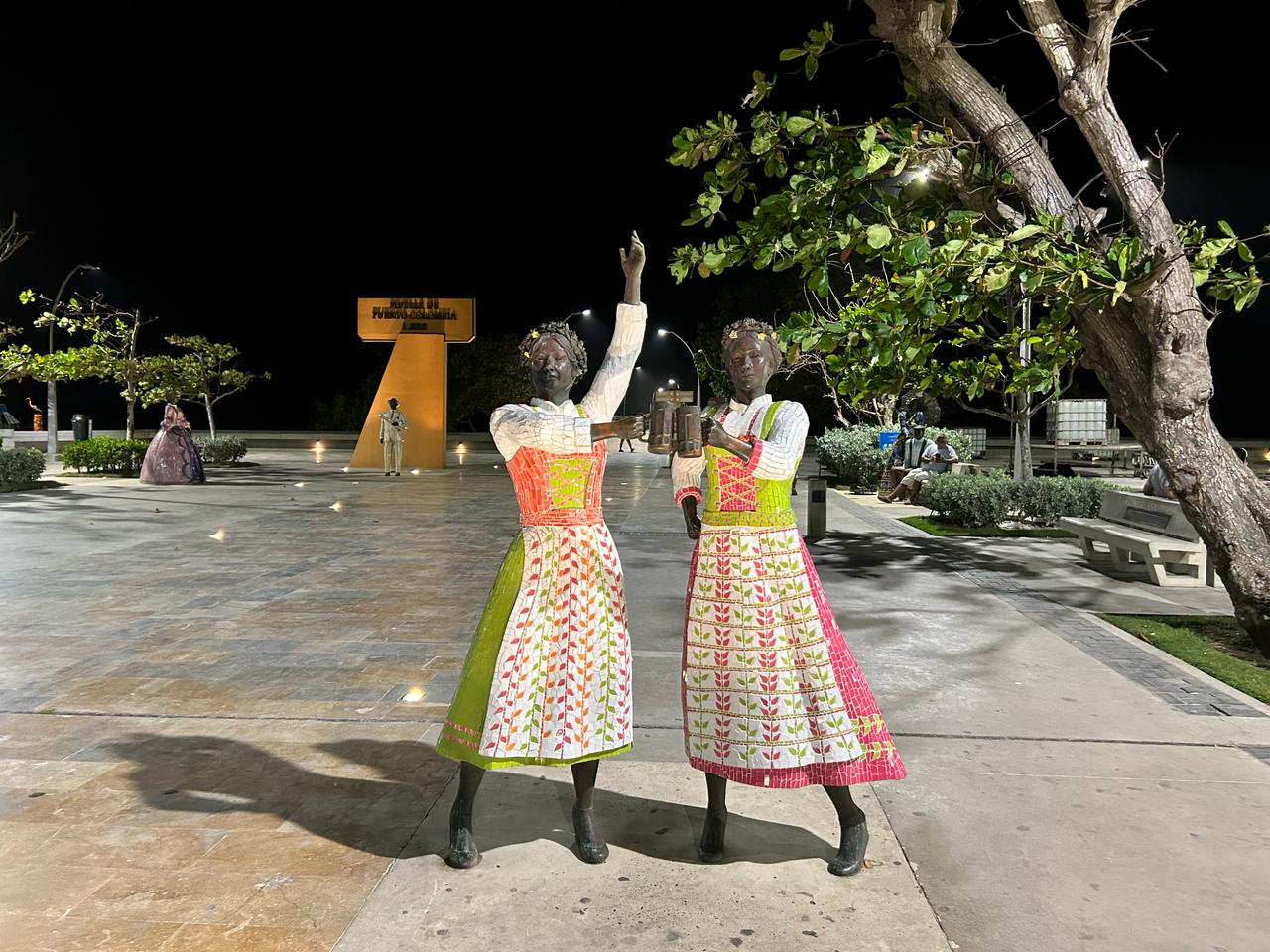
Monumento a los inmigrantes.
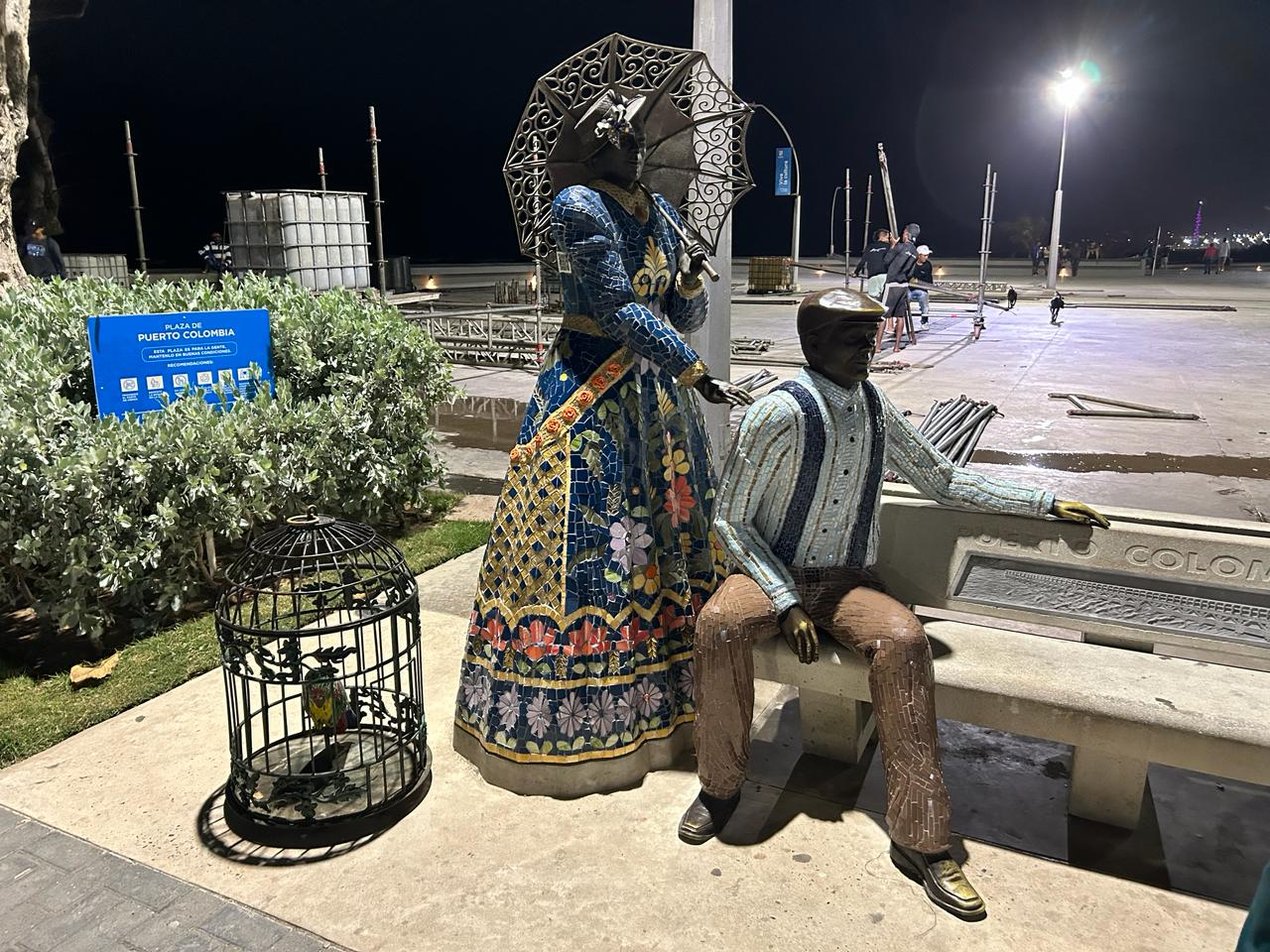
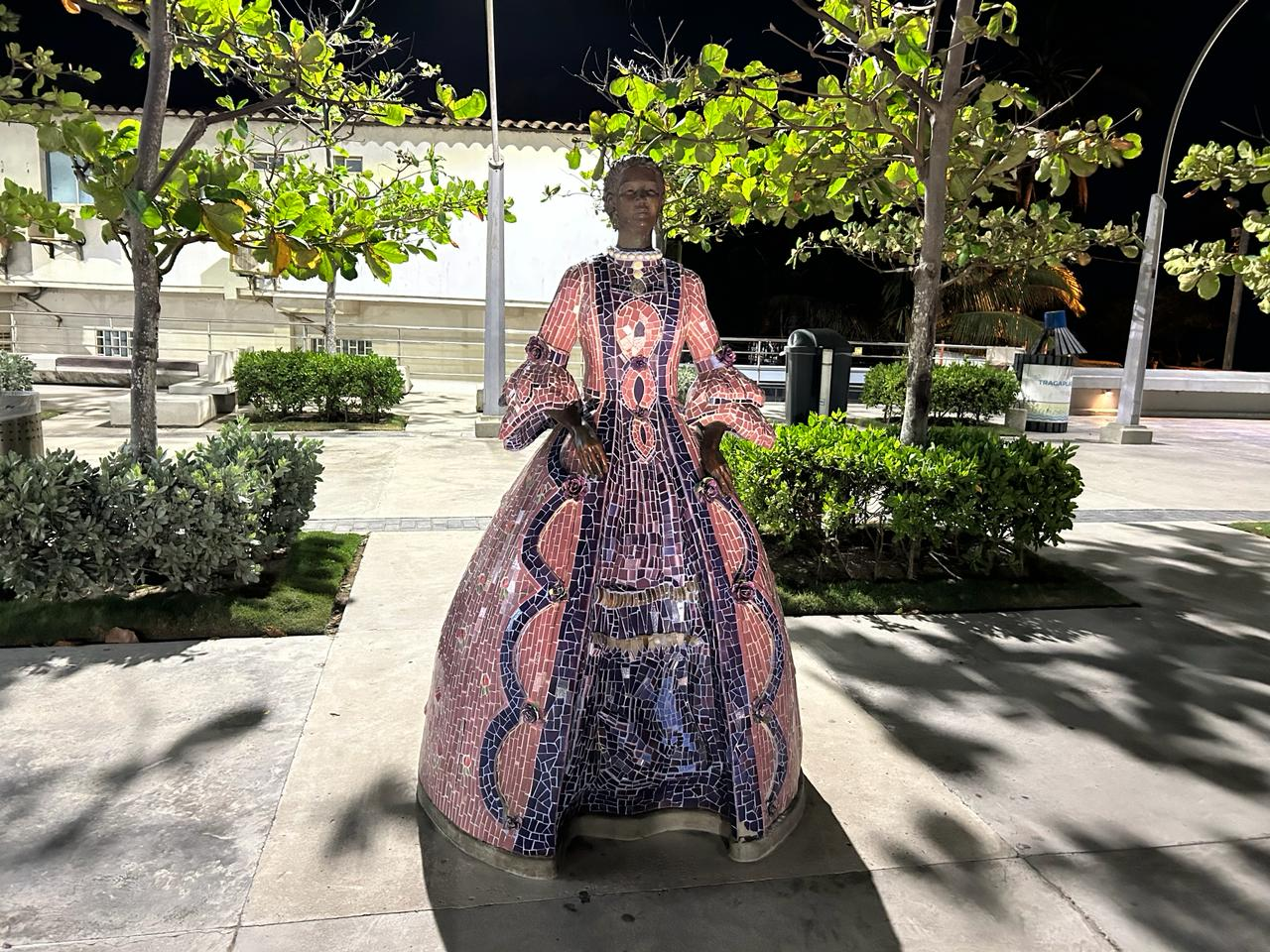
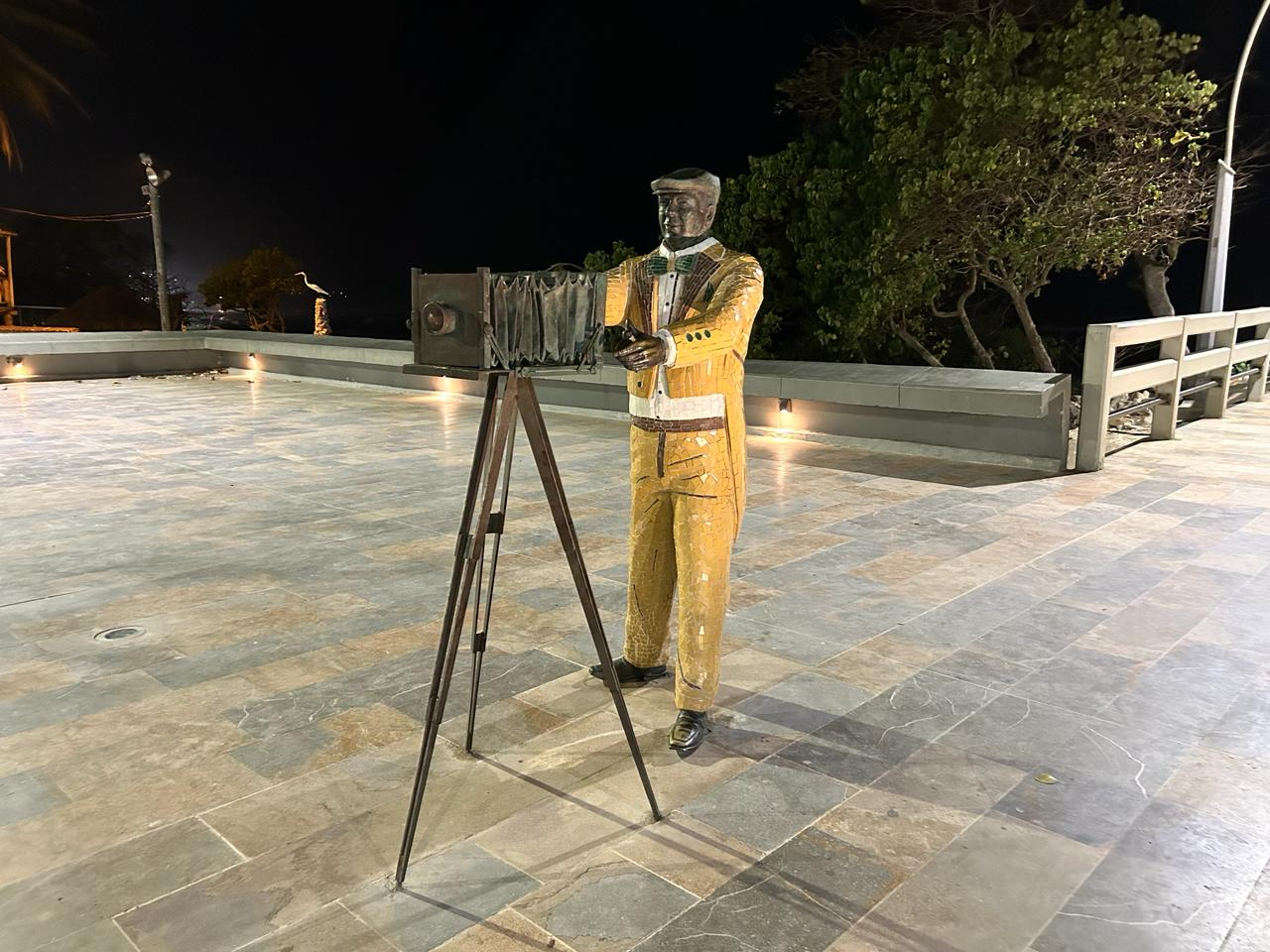
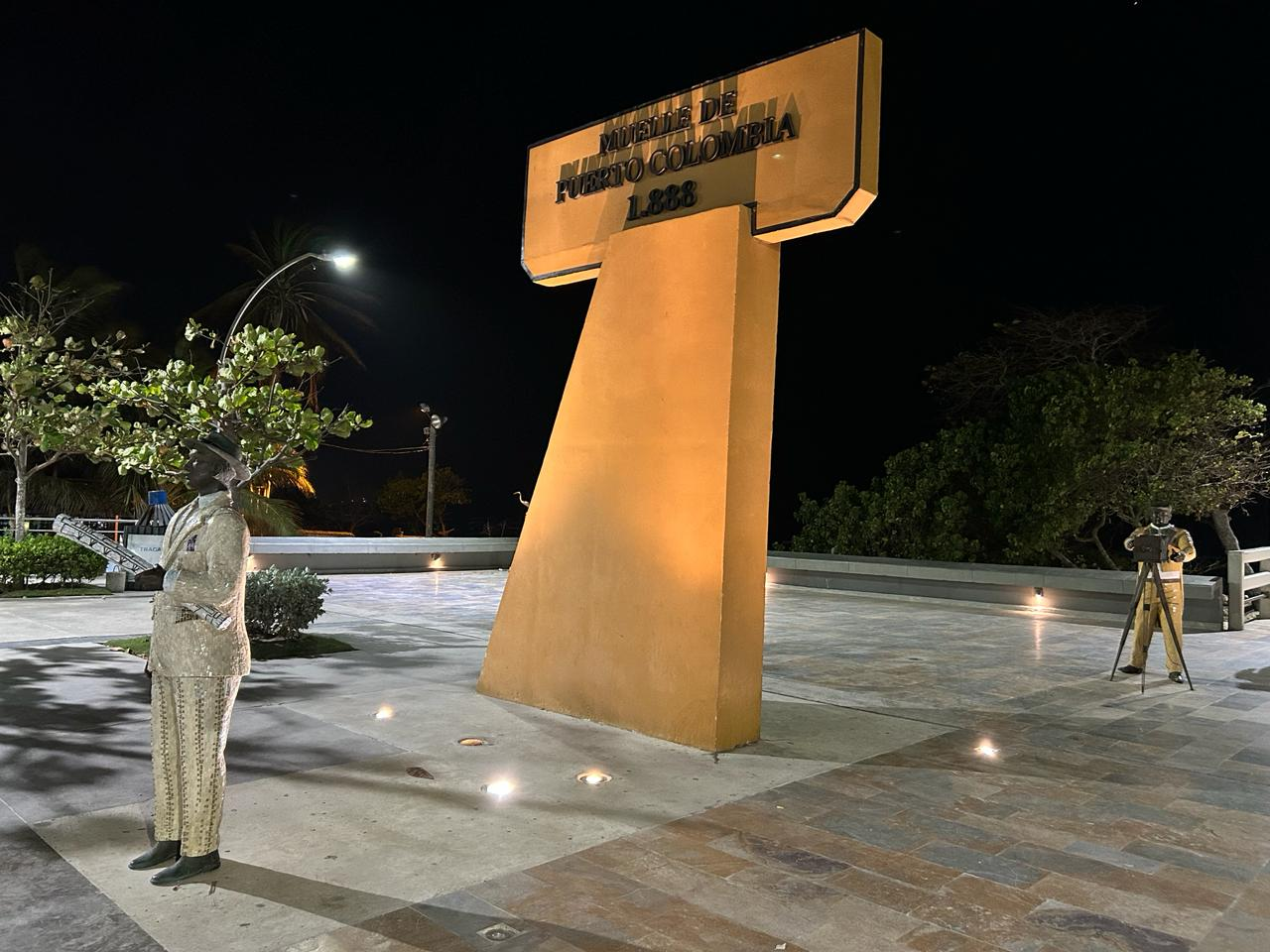
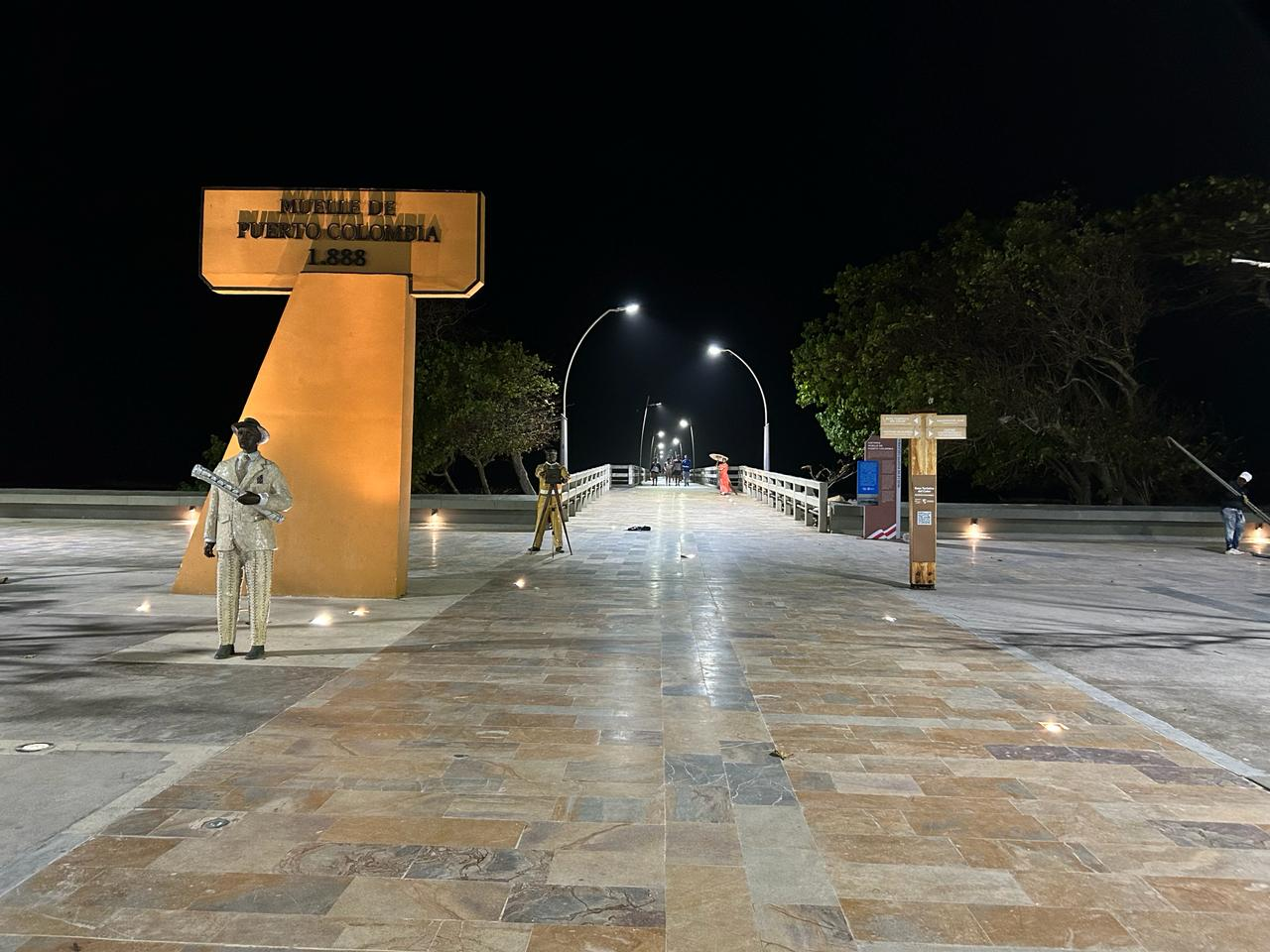
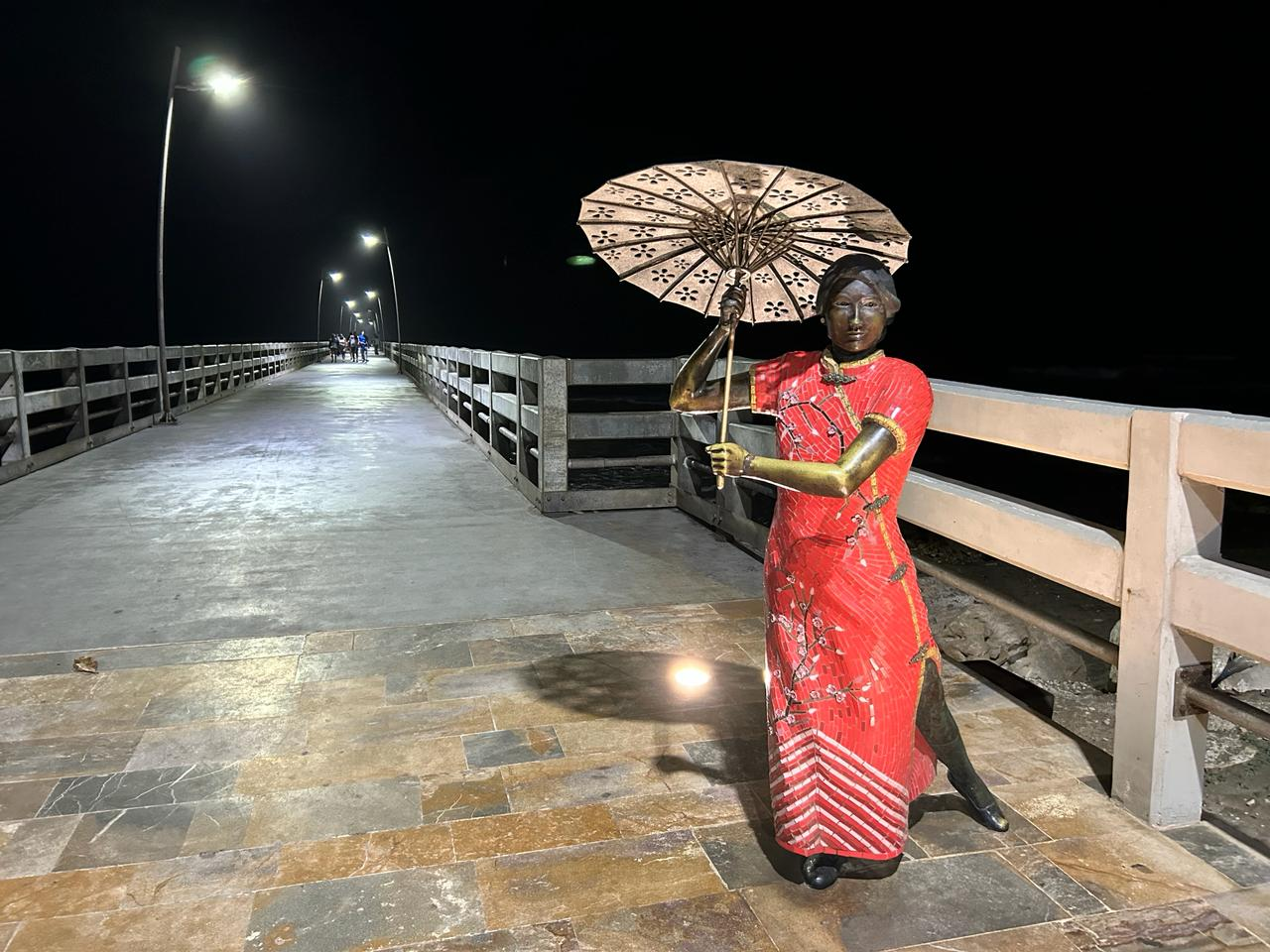
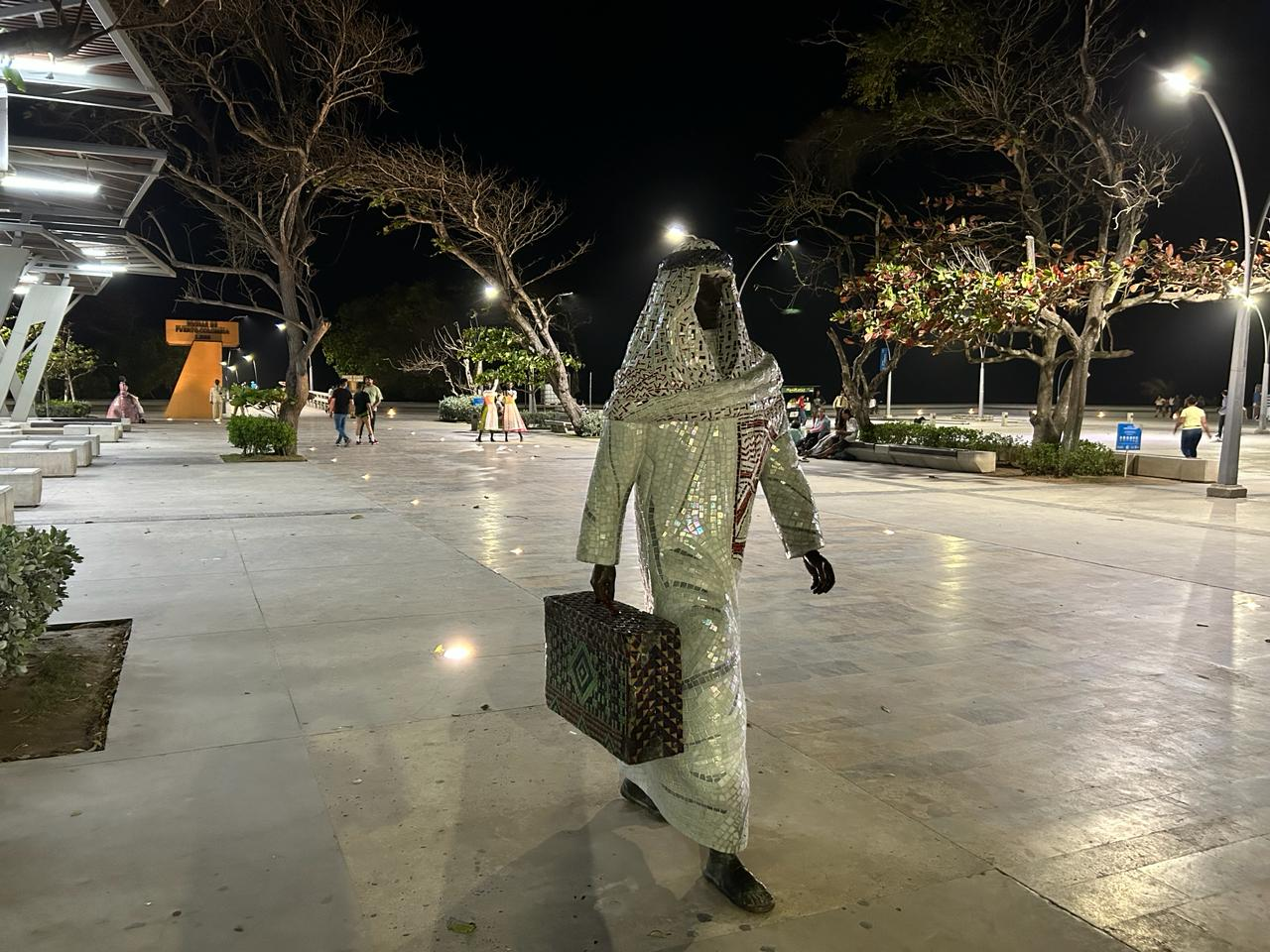
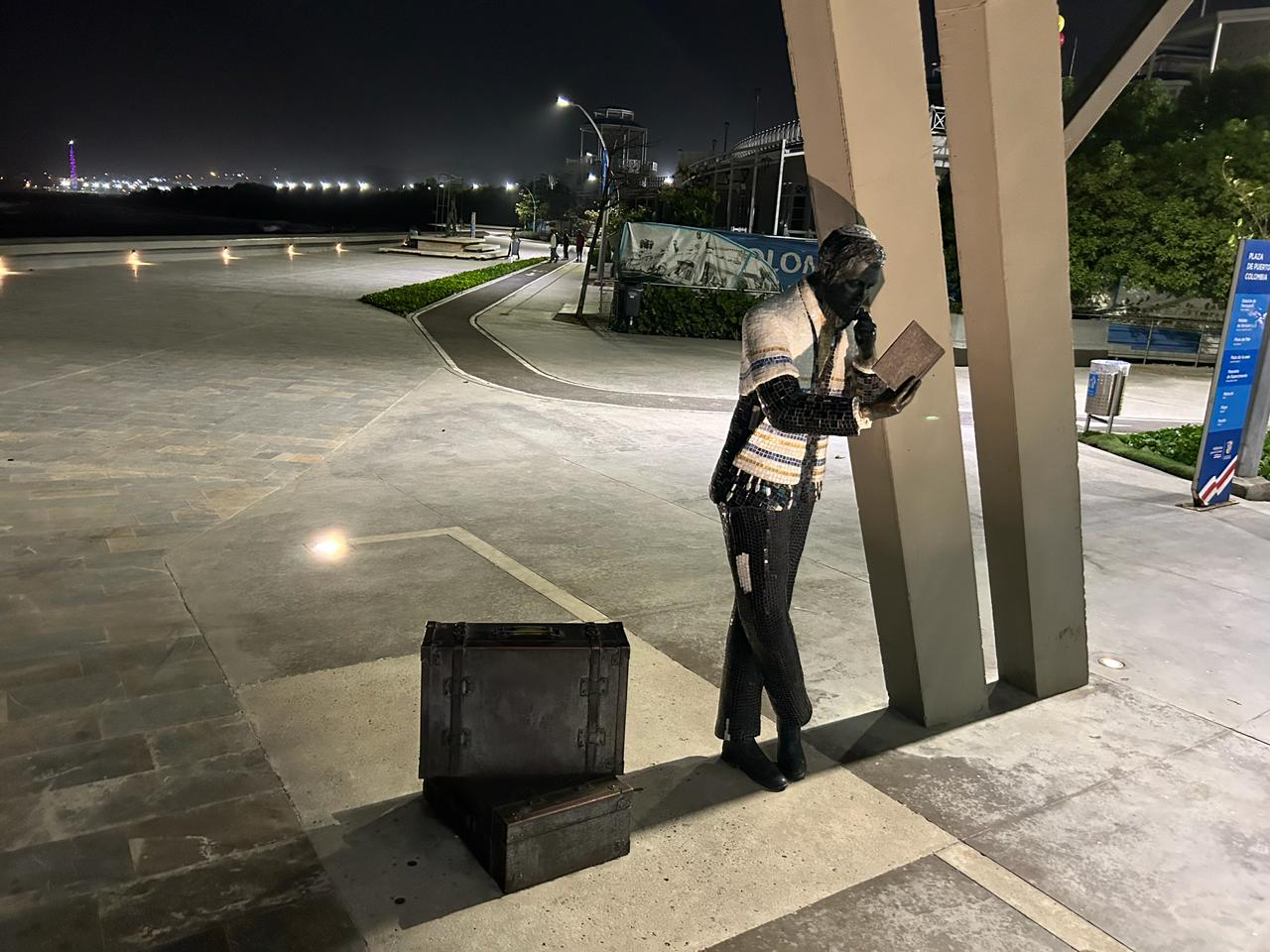
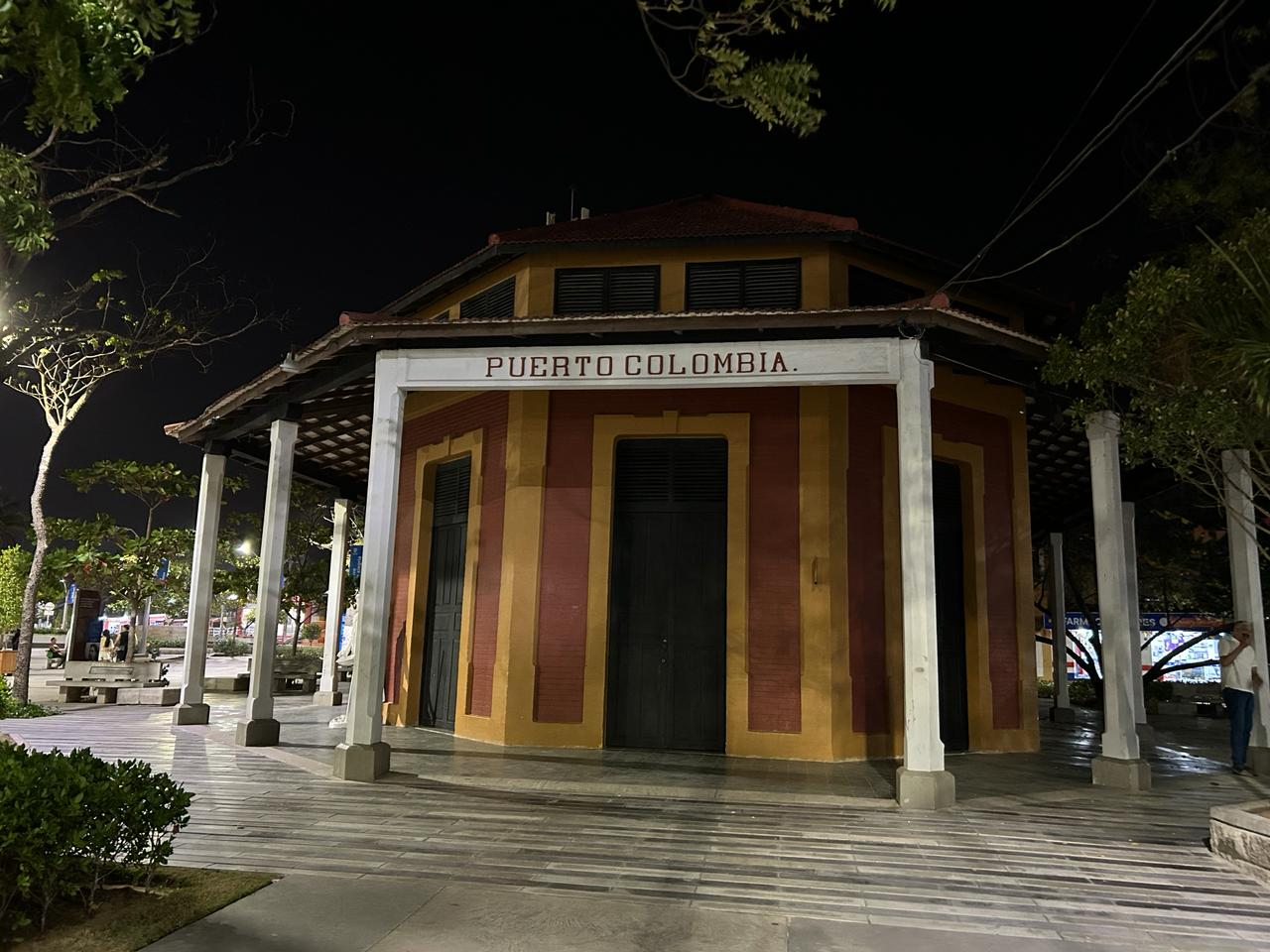
Antigua estación del ferrocarril.
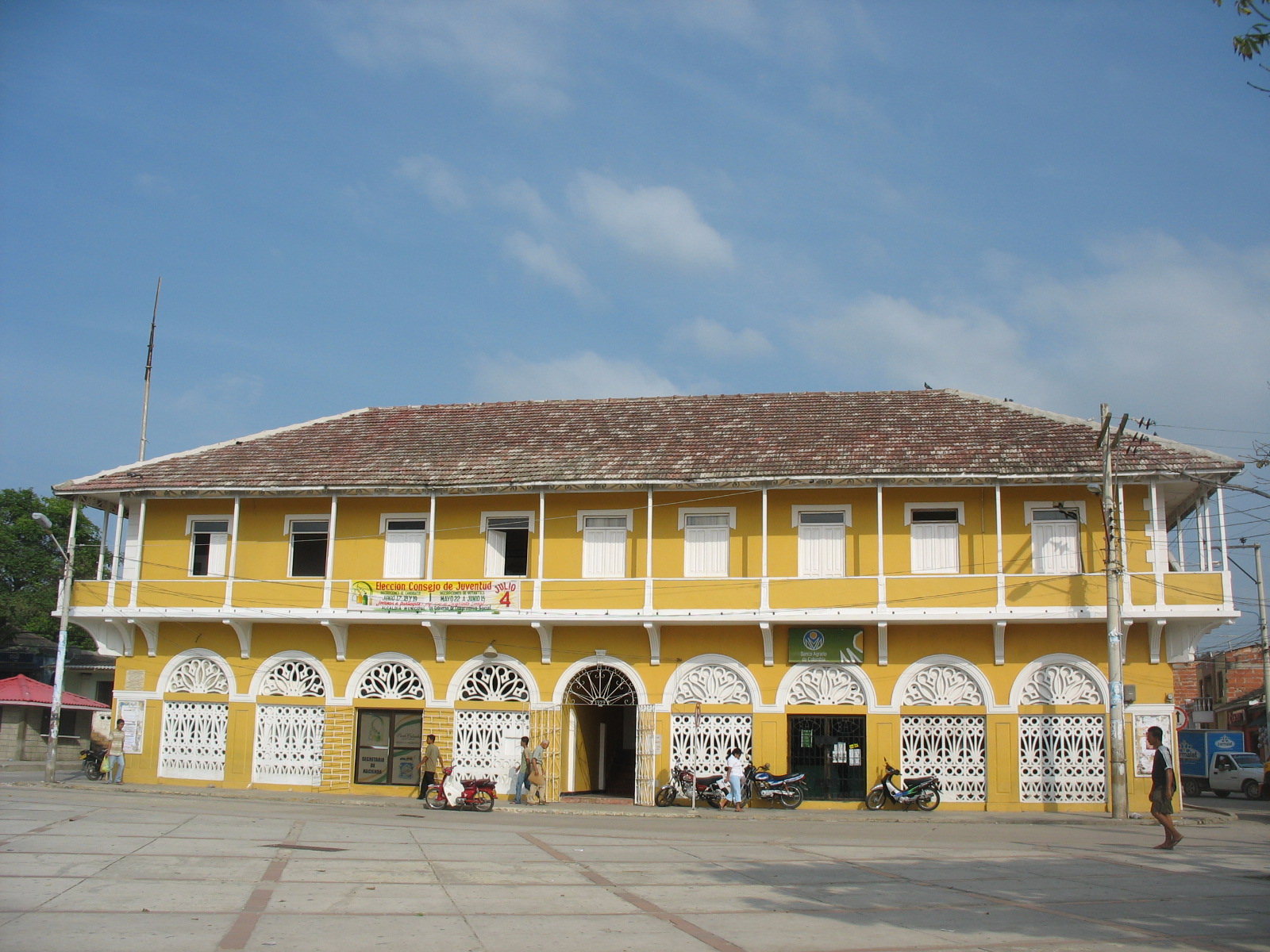
antigua entrada al muelle.
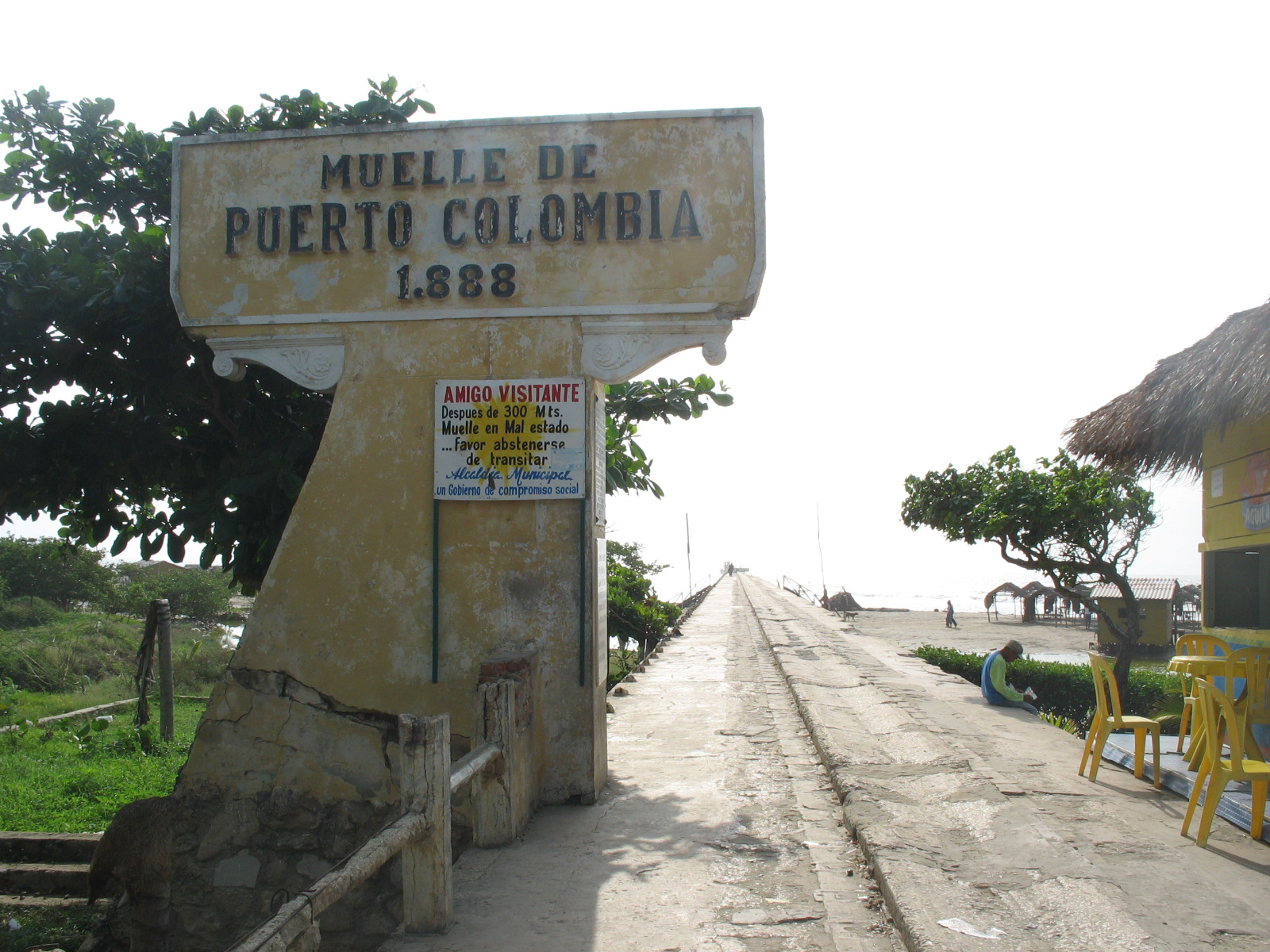
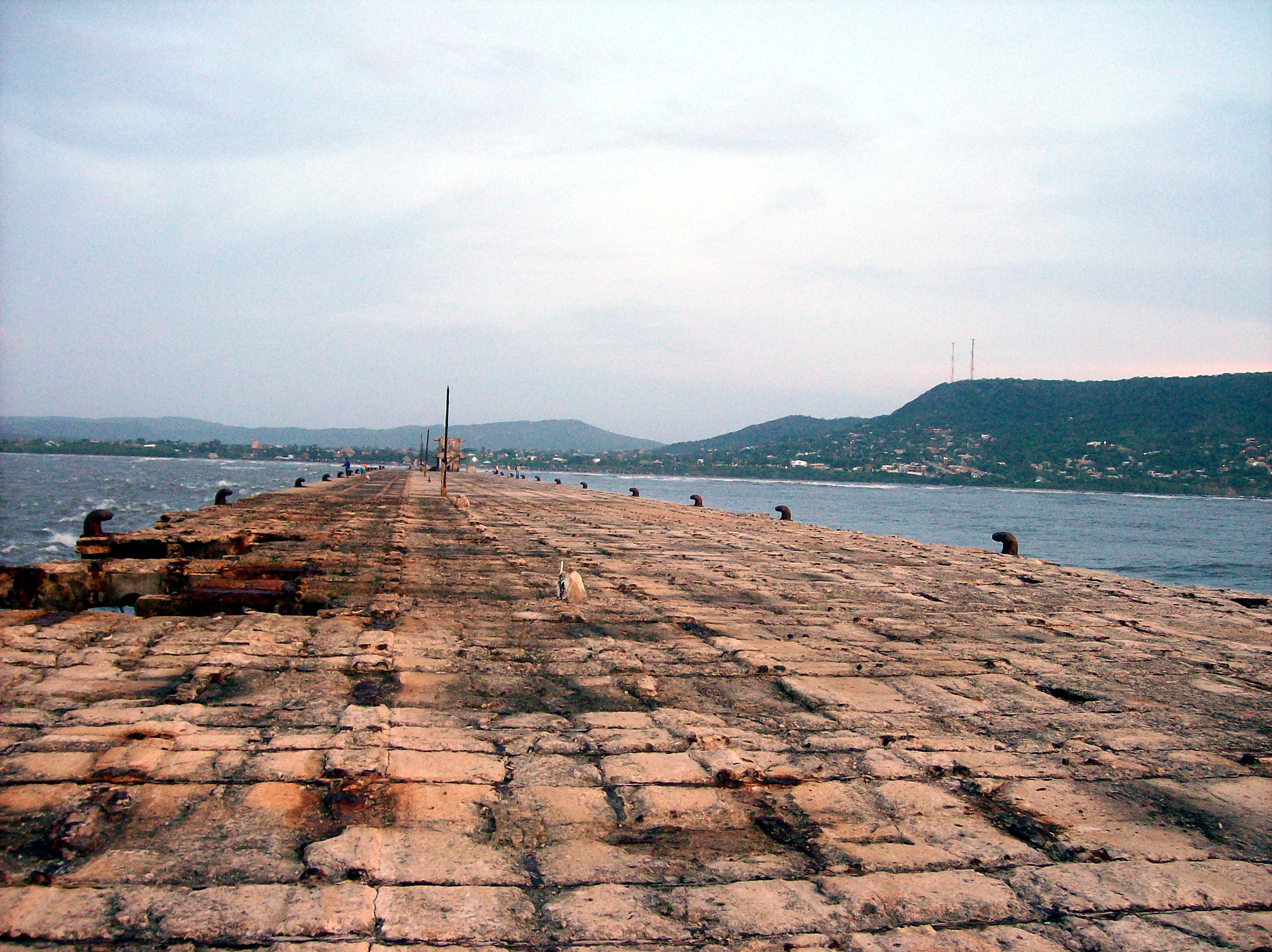
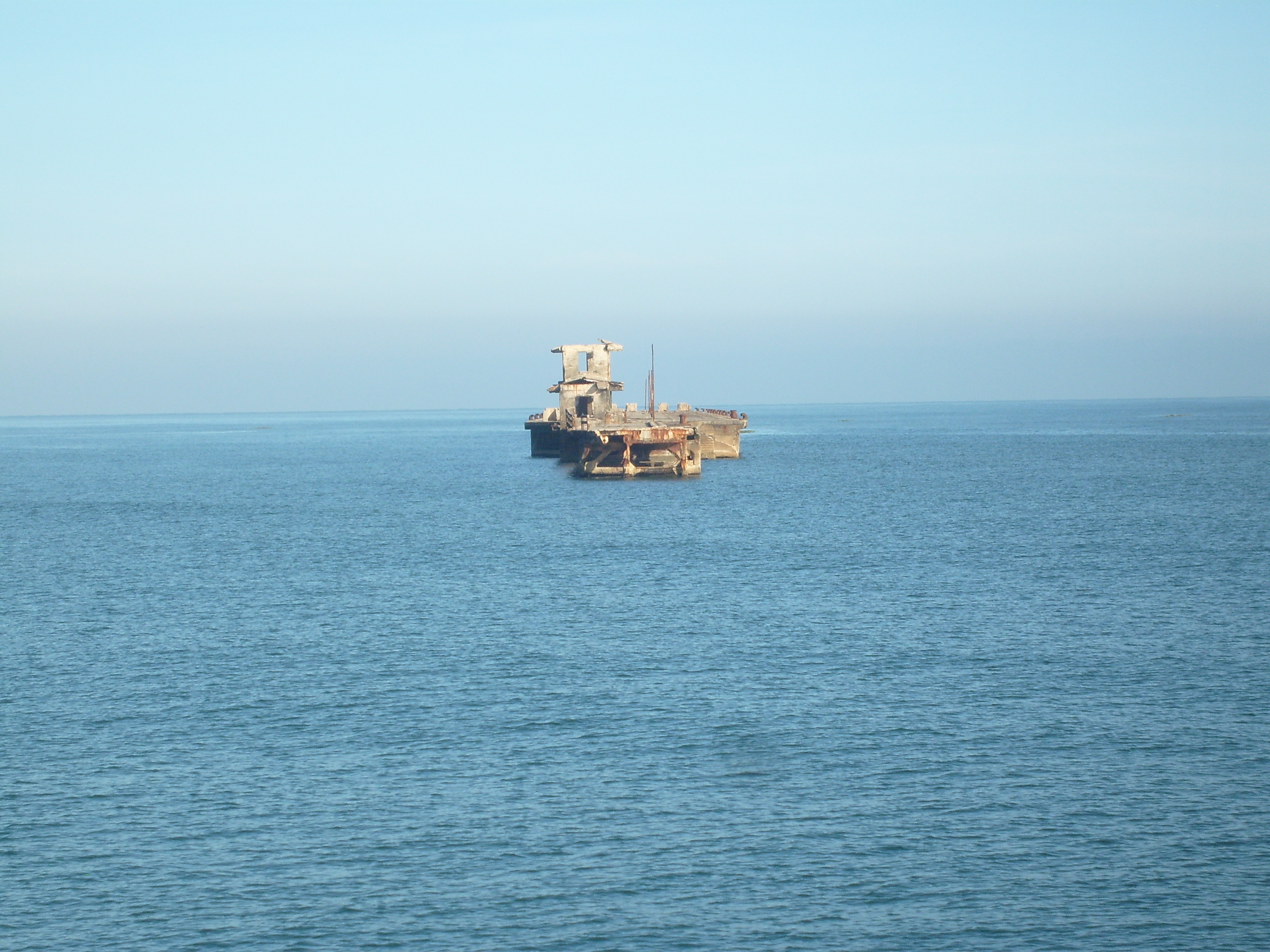
Sección caída del muelle.